# Matrice (constituant)
Pour les articles homonymes, voir Matrice.
De façon générale, dans un matériau composite, une matrice (plastique, métal, céramique ou leurs combinaisons) est une matière servant de liant et à transférer les efforts au renfort (fibres, billes, microsphères, etc.), qui est plus rigide et plus résistant.
Dans les composites à matrice organique (plastiques renforcés), elle est appelée résine.